# Маточний
Ма́точний (рос. Маточный) — селище у складі Смоленського району Алтайського краю, Росія. Входить до складу Верх-Обської сільської ради.

## Населення
Населення — 223 особи (2010; 224 у 2002).
Національний склад (станом на 2002 рік):
- росіяни — 91 %